# كتاب الضحك والنسيان (رواية)
كتاب الضحك والنسيان هي رواية للكاتب ميلان كونديرا ، نُشرت في فرنسا عام 1979م. نشرت اولا باللغة التشيكية (العنوان الأصلي بالتشيكية: Kniha smíchu a zapomnění). وتُرجمت للعربية من طرف محمد التهامي العماري.
هي الرواية الرابعة في مسيرة الكاتب ميلان كونديرا الأدبية، وهو عمل مكون من سبع محكيات تتناغم مع بعضها لتُدخلنا عالم كونديرا الرائع، هذا العالم الفريد الذي يمزج ببراعة ما بين العمق والذكاء والفلسفة من جهة، والخفة والهزل والمرح والفكاهة من جهة أخرى. ويقول كونديرا نفسه عن روايته هذه:
- "يتخذ هذا الكتاب بكامله شكل تنويعات لحنيّة، إذ تتوالى أجزاؤه مثلما تتعاقب أطوار رحلة تقود إلى عمق موضوع، عمق فكرة ما، أو تقود إلى داخل وضعية واحدة فريدة يصعب عليّ فهمها لضخامتها.

إنها رواية حول تامينا، وفي اللحظة التي تختفي فيها تامينا عن الأنظار، تصبح رواية من أجل تامينا. فهي الشخصية الرئيسة، وهي أيضا المستمع الرئيس، وكل الحكايات الأخرى ما هي سوى تنويع على قصتها الخاصة، وتتلاقى في حياتها كما في المرآة.
إنها رواية تدور حول الضحك والنسيان، حول النسيان وحول براغ، حول براغ وحول الملائكة".